# 史黛拉·戈德施拉格
史黛拉·戈德施拉格（德語：Stella Goldschlag，1922年7月10日—1994年10月26日）全名史黛拉·英格麗·戈德施拉格是一名德国犹太人，她在第二次世界大战期間通敌盖世太保。估計跟她有關的受害人數大約有600到3000人。二戰結束後，她改信基督教並且公開成為反猶太主義者。

## 早年生活
1922年她出生在猶太同化的中產階級家庭但是並不富裕，是家裡唯一的獨生女，從小在维尔默斯多夫成長。父親格哈德·莫里茲·戈德施拉格是一名樂隊指揮與作曲家也是記者，猶太文化聯盟舉辦的音樂會曾演奏過他的一些作曲作品，而母親安東妮·勒莫在婚前是一名歌手。她家裡經濟狀況不佳，有時她父親找不到工作就得依靠救濟金過活。
她有念過小學也曾在霍亨索倫中學就讀過，但是她與其他猶太兒童一樣因為1933年納粹執政的種族政策禁止在公立學校就學，最後她只能就讀高施密特學校，在學校就讀期間她長相美麗也展現活潑形象，還有依靠學校獎學金維持學業。她厭惡被別人發現家境貧窮，甚至會宣稱她母親是基督徒而否認自身猶太人的身分。
1933年《專業公務員恢復法》清除猶太公務員的同時也讓她父親失去高蒙電影公司的新闻影片工作，家境狀況陷入困難。1938年水晶之夜後她們一家曾試圖逃離出國但是無法取得其他國家的簽證，同年她自學校畢業後到柏林紐倫堡街的應用藝術學校學習時尚設計。

## 死亡
1994年，她在弗赖堡莫斯威爾湖溺水身亡，被推測為是自殺的可能性較高，也有其他消息表示意外溺水或是跳窗自殺。戈德施拉格在生前已經把她個人的傳記版權全數轉讓給德國歷史學者費迪南·克羅，2014年費迪南·克羅逝世後由他的繼承者取得版權。

## 私人生活
戈德施拉格曾有五段婚姻。
她的女兒是伊芳·梅塞爾也是她唯一的子女，伊芳·梅塞爾的生父可能是海諾·梅塞爾。二戰結束後海諾·梅塞爾斷絕與戈德施拉格的雙方關係，此時戈德施拉格被蘇聯軍事法庭判處十年刑期而喪失女兒的監護權，伊芳·梅塞爾被送到猶太寄養家庭撫養，她出獄後移居到西柏林也有尋找她女兒伊芳·梅塞爾。1957年，她又被西柏林盟軍法院因戰爭罪再判處十年刑期，因為先前已服刑過所以免除服刑。伊芳·梅塞爾最後受訓成為護士，斷絕與她母親戈德施拉格的親子關係並且移居到以色列。

## 流行文化
彼得·懷登是她在高施密特學校的同學，在1937年與家人一同取得美國簽證逃離德國，在美國陸軍服役時得知戈德施拉格擔任蓋世太保的「捕手」線民，直到1988年才採訪到戈德施拉格，1992年編著與發行她的傳記《史黛拉》。